# 아펜첼-장크트갈렌-트로겐 철도
아펜첼-장크트갈렌-트로겐 철도(Appenzell–St. Gallen–Trogen railway)는 스위스 아펜첼이너로덴주와 아펜첼아우서로덴주 그리고 장크트갈렌주의 미터궤 도시간 트램웨이이다. 최대 8.0%의 기울기로 스위스에서 가장 가파른 접착 철도이며, 아펜첼 철도(AB)와 장크트갈렌 S-반 네트워크의 일부를 형성한다. 이 노선의 두 지점은 1889년에서 1904년 사이에 장크트갈렌-가이스-아펜첼-알트슈테텐 철도와 트로겐 철도에 의해 완성되었다. 두 노선은 2018년 AB로 도시를 가로지르는 노선으로 연결되었다.

## 역사

### 장크트갈렌-가이스-아펜첼 철도
이전 장크트갈렌-가이스-아펜첼-알트슈테텐 철도는 1889년 10월 1일에 가이스 철도로 널리 알려진 장크트갈렌에서 가이스까지의 노선을 개통했다. 계속 가이스에서 아펜첼까지 1904년 7월 1일에 이어졌다. 경로에는 총 길이 4.9km의 리겐바흐-클로세 시스템을 사용하는 7개의 랙 구간이 있다.
1500V DC에서 전기 작동이 1931년 1월 23일에 시작되었고 그 이름이 장크트갈렌-가이스-아펜첼 철도(SGA)로 변경되었다. 팽팽한 굴곡이 있는 어려운 라인에는 BCFeh 4/4 전기 철도 차량이 접착 및 랙 구간에서 모두에서 작동할 수 있도록 하는 새로운 설계 솔루션이 필요했다. 1978년과 1983년 사이에 6개의 랙 섹션 중 5개가 접착 작업을 허용하는 새 트랙으로 교체되었다. 남은 것은 장크트갈렌과 리트휘슬리 사이의 루크할데 풍경을 가로지르는 거의 1km 길이의 랙 구간이었다.

### 트로겐 철도

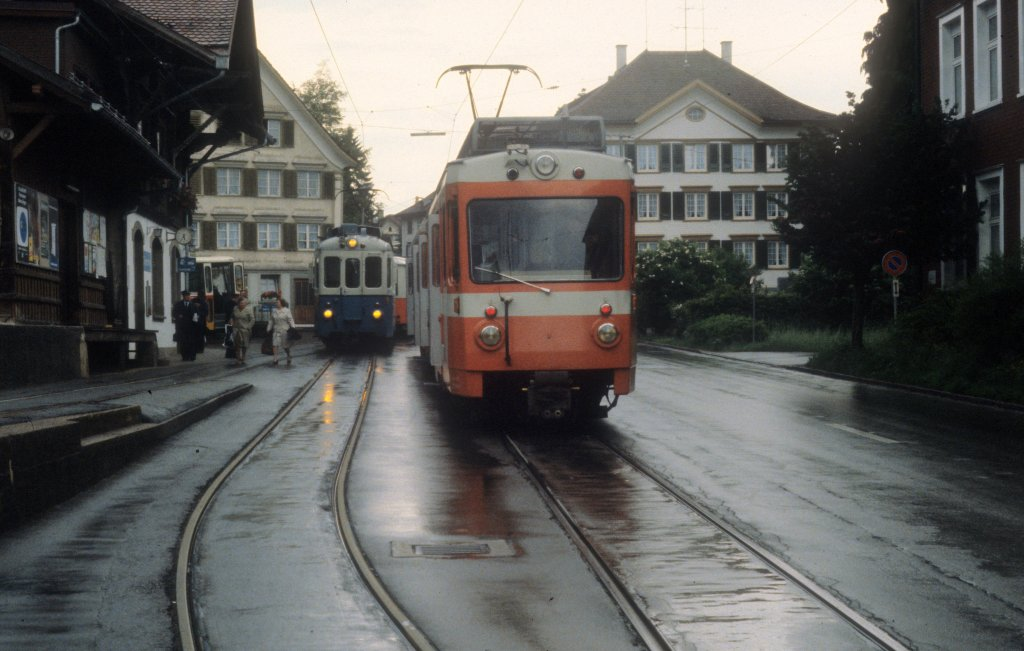
슈파이허를 교차하는 두 차량, 1980년 6월

장크트갈렌-트로겐 철도(Trogerbahn, TB)는 1903년 7월 10일에 개통되었다. 원래 이 노선은 750V DC로 전철화되었다. 전압은 1921년에 900V로 증압했고, 1928년에 슈파이허의 변환기 그룹을 완전 자동 수은 증기 정류기 설비로 교체하면서 최종적으로 1000V로 증가했다. 장크트갈렌에서는 1957년에 폐쇄된 장크트갈렌 트램웨이의 선로를 열차가 달렸다. 시내 무궤도 전차와의 교차로 때문에 접점 전선 전압은 여전히 600V에 불과했다.
짧은 운영 기간에도 불구하고 트로겐 철도는 보존되었다. 원래 거의 완전히 도로 위를 달리던 노선은 수년에 걸쳐 자체 노선으로 크게 이동했다. 최대 7.6%의 기울기로 트로겐 철도는 루크할데 터널이 개통되기 전에 스위스에서 가장 가파른 협궤 접착선이었다.

### 도시간 노선
1970년대부터 장크트갈렌과 리트휘슬리 교외 사이의 터널은 장크트갈렌과 아펜첼 사이의 마지막 랙 구간을 제거하기 위해 계획되었다. 이 모든 프로젝트는 비용 문제로 실패했다. 2006년 아펜첼 철도(AB)가 트로겐 철도(TB), 로르샤흐-하이덴 철도(RHB) 및 라이네크-발첸하우젠 산악 철도(RhW)와 합병한 후, 아펜첼 철도는 장크트갈렌과 토이펜 간의 서비스를 늘리기로 결정했다. 15분 간격으로. 이를 위해서는 장크트갈렌과 리트휘슬리 사이의 이동 시간이 단축되어야 했으며, 이는 루크할데를 통해 랙 구간을 제거해야만 가능했다. 기차의 비경제적 서비스 패턴을 없애기 위해 장크트갈렌의 ‘사이드’ 역(네벤역)은 트로겐 철도의 아펜첼-장크트갈렌선에 도시간 노선으로 연결되어야 했다. 그러나 두 노선의 트랙은 매우 다른 특성을 가지고 있었다.
아펜첼-장크트갈렌-트로겐 교차 도시 노선은 아펜첼 철도의 핵심 전략 프로젝트가 되었다. 필요한 작업은 5개의 하위 프로젝트로 세분화되었으며, 그중 약 700m 길이의 제안된 루크할데 터널을 포함하여 장크트갈렌역-리트휘슬리 구간이 가장 복잡하고 규모가 컸다. 새로운 트랙의 건설 외에도 추가 작업이 필요했다. 따라서 가공선 전압은 1500V로 상승했다. 이전에는 트로겐 철도에서 1000V, 장크트갈렌-가이스-아펜첼 철도에서 1500V였다. 토이펜역은 세 번째 플랫폼 선로를 받았기 때문에 정규 간격 서비스의 교차점 외에도 기차가 피크에서 역으로 갈 수 있다. 장크트갈렌 AB역 사이딩은 크로스오버로 대체되었고, 복선로는 시청에서 장크트 레온하르트 다리까지 확장되었다. 작동을 단순화하기 위해 니더토이펜과 트로겐 사이의 7개 신호 상자는 지멘스에서 개발한 SiGrid 연동 아키텍처의 구성 요소를 포함하는 2개의 새로운 시스템으로 대체되었다. SiGrid는 외부 설비와 연동하여 750V DC 전원을 공급한다.
크로스 시티 라인은 승객에게 상당한 개선을 가져왔다. 장크트갈렌과 토이펜 사이의 15분 사이클 외에도 취리히를 오가는 인터시티 열차 연결이 개선되었다. 루크할데에서 기술적으로 복잡하고 운영 비용이 많이 드는 랙 구간을 제거하여 새로 인수한 탱고(클래스 ABe 8/12) 저상 열차를 사용할 수 있게 되었다. 이 열차는 더 편안하고 조용하면서도 비용 효율적이다. 루크할데 터널 경로는 6개 층 교차로의 필요성을 제거하여 리트휘슬리 지역의 교통안전을 크게 향상시켰다.
건설은 2016년 봄에 시작되었다. 장크트갈렌, 아펜첼아우서로덴 및 아펜첼이너로덴주와 해당 지자체는 총 CHF 9천만에 총 4천 9백만 스위스 프랑을 기부했으며, 나머지는 연방 정부에서 자금을 조달했다. 장크트갈렌역 앞마당을 가로지르는 교차로 노선이 복제되었지만, 앞마당도 2015년부터 보수 공사 중이었다. 새 노선은 민속 축제 및 예정된 상업 운영을 위해 2018년 10월 6일에 개통되었다. 10월 7일부터 시작되었다.
지멘스는 2018년 9월 세계 최초로 디지털 연동을 가동하기 위해 운영중단을 이용했다. 시그널박스는 발리젤렌에 있는 지멘스 지사에서 공용 데이터 네트워크를 통해 시범 운영했다.

## 노선

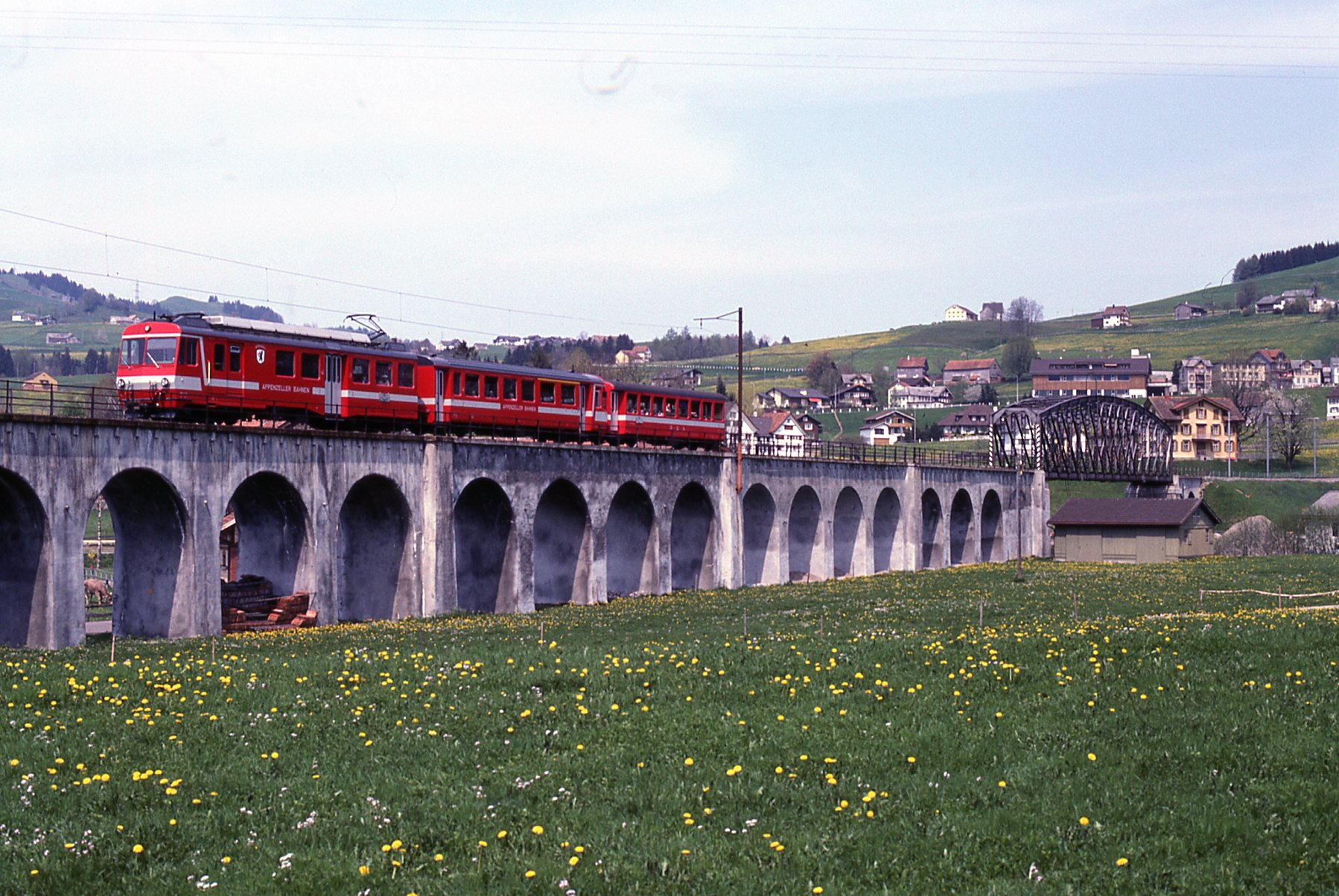
2011년 BDeh 4/4 세트, 아펜첼 근교의 지터 고가교

노선이 원래 아펜첼 철도의 고사우-바서라우엔 철도 열차가 운행하는 아펜첼이너로덴주를 떠난 후 296m 길이의 지터 고가교를 지나 히르쉬베르크 루프까지 운행한다. 아펜첼과 알프슈타인. 도로 옆을 달리면 유역을 지나 자멜프라츠의 교차점에 도달하고, 약 3km의 내리막 길을 따라 가이스의 아우서로덴 마을 입구에 도달한다. 현재 도로에서 멀어지는 이 노선은 180° 팽팽한 곡선을 그리며 가이스역까지 가는데, 그곳에서 슈토스 고개 위를 달리는 기차가 있다. 알트슈테텐까지 기다리면 이전 SGA의 창고 및 작업장 건물이 있다.